# Shogo Kamo
Shogo Kamo (加茂 正五 Kamo Shogo?,  12 de diciembre de 1915 en Shizuoka - 14 de septiembre de 1977 en Tokio) fue un futbolista japonés que se desempeñaba como delantero.
En 1936, Kamo jugó 2 veces para la selección de fútbol de Japón. Kamo fue elegido para integrar la selección nacional de Japón para los Juegos Olímpicos de Verano de 1936.

## Trayectoria

### Clubes
| Club       | País  | Año  |
| ---------- | ----- | ---- |
| Waseda WMW | Japón | ???? |

### Selección nacional
| Selección | País  | Año  |
| --------- | ----- | ---- |
| Absoluta  | Japón | 1936 |

## Estadística de equipo nacional
| Selección de Japón | Selección de Japón | Selección de Japón |
| Año                | Part.              | Goles              |
| ------------------ | ------------------ | ------------------ |
| 1936               | 2                  | 0                  |
| Total              | 2                  | 0                  |

## Palmarés

### Títulos nacionales
| Título             | Club                  | País  | Año  |
| ------------------ | --------------------- | ----- | ---- |
| Copa del Emperador | Universidad de Waseda | Japón | 1938 |